# 20518 Rendtel
20518 Rendtel este un asteroid din centura principală de asteroizi.

## Descriere
20518 Rendtel este un asteroid din centura principală de asteroizi. A fost descoperit pe 12 septembrie 1999 la Drebach de André Knöfel. El prezintă o orbită caracterizată de o semiaxă mare de 3,20 ua, o excentricitate de 0,11 și o înclinație de 10,6° în raport cu ecliptica.